# 親子を合わせるベシ!
『親子を合わせるベシ!』（おやこをあわせるベシ）は、1970年4月6日から同年6月29日までフジテレビ系列局で放送されていたフジテレビ製作のクイズ番組である。全13回。コカ・コーラボトラーズ（日本コカ・コーラ）の単独提供。放送時間は毎週月曜 19:00 - 19:30 （日本標準時）。

## 概要
ステージに上がっている大人5人の中から子供1人の本当の親を選ぶ視聴者参加型の公開番組で、高橋圭三が司会を務めていた。解答者は2人1組のチームを組んで参加し、大人5人それぞれからのヒントと子供の身内の人物からのヒントを基にして答えていた。

## 放送リスト
| 回 | 放送日  | ゲスト                                   |
| -- | ------- | ---------------------------------------- |
| 1  | 4月6日  | E・H・エリック、丹下キヨ子、初代林家三平 |
| 2  | 4月13日 | Wけんじ、春風亭柳昇                      |
| 3  | 4月20日 | 千昌夫                                   |
| 4  | 4月27日 | ファイティング原田                       |
| 5  | 5月4日  | 二子山一家、貴ノ花                       |
| 6  | 5月11日 | 黒沢明とロス・プリモス                   |
| 7  | 5月18日 | （不明）                                 |
| 8  | 5月25日 | （不明）                                 |
| 9  | 6月1日  | 永田英二                                 |
| 10 | 6月8日  | 由利徹                                   |
| 11 | 6月15日 | 林ゆたか                                 |
| 12 | 6月22日 | じゅん&ネネ                              |
| 13 | 6月29日 | （不明）                                 |

参考：『サンケイ新聞』産業経済新聞社、1970年4月6日 - 同年6月29日付のラジオ・テレビ欄。